# Lutak
Lutak (Tlingit: Lḵoot) ist ein census-designated place (CDP) im Haines Borough in Alaska. Das U.S. Census Bureau hatte bei der Volkszählung 2020 eine Einwohnerzahl von 29 ermittelt.

## Geographie
Lutak befindet sich im Alaska Panhandle im Südosten Alaskas an der Bucht Lutak Inlet 10 km nordnordwestlich von Haines. Das Lutak CDP erstreckt sich über das untere Flusstal des Chilkoot River und beinhaltet den Chilkoot Lake. Dort befindet sich der „Chilkoot Lake State Recreation Site“. Im Westen wird das CDP-Gebiet von dem Gebirgskamm Takshanuk Mountains begrenzt. Im Osten wird das CDP-Gebiet vom Ferebee River begrenzt, der in die Bucht „Taiyasanka Harbor“ mündet. Eine Straße führt von Haines nach Lutak.

## Geschichte
Das ehemalige Tlingit-Dorf „Chilkoot“ befand sich am unteren Chilkoot River.
Im Jahr 1890 wurden 106 Einwohner gezählt. Dies beinhaltete eine Mission. Lutak wurde 1990 ein census-designated place.

## Demografie
Zum Zeitpunkt der Volkszählung im Jahre 2020 (U.S. Census 2020) hatte Lutak 29 Einwohner auf einer Landfläche von 328,82 km². Von den Einwohnern waren 22 Weiße sowie 2 amerikanisch-indianischer Abstammung. Beim Zensus im Jahr 2000 wurden 39 Einwohner gezählt, 2010 waren es 49.